# Teje
Teje (* 1398 v. Chr.; † 1338 v. Chr.) war die Große königliche Gemahlin und de facto Mitregentin des ägyptischen Pharaos Amenophis III. Auch unter ihrem Sohn Echnaton spielte sie eine politische Rolle, deren Ausmaß allerdings unklar ist.

## Aufstieg
Zweifellos kann die Große königliche Gemahlin Teje als eine der bedeutendsten Personen der Amarna-Zeit gesehen werden, und ihr Leben ist die Geschichte einer beispiellosen Karriere. Als Tochter eines Provinzbeamten gelangte sie bald zu großem Einfluss und stieg schließlich zur ranghöchsten Frau des Reiches auf. Wie ihr Gemahl Amenophis III. letztlich auf sie aufmerksam wurde, können wir heute nicht mehr nachvollziehen. Dass Amenophis III. mit den Traditionen brach und statt einer standesgemäßen Gemahlin eine Bürgerliche heiratete, deutet auf eine Liebesheirat hin.

## Hochzeit mit Amenophis III.

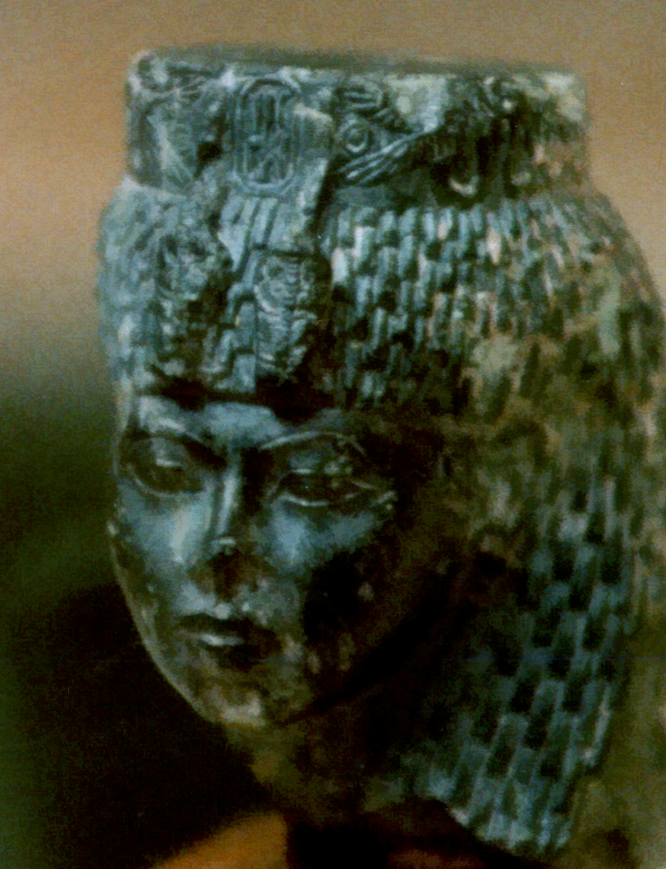
Kopf einer Statuette der Teje, Ägyptisches Museum Kairo (Nr. JE38257)

Die Vermählung von Amenophis III. mit Teje war ein herausragendes politisches Ereignis. Eine Vielzahl an aufwändigen Skarabäen als eine Art Hochzeits-Dokument, auf deren Rückseiten die Namen von Amenophis III. und Teje eingraviert waren, wurden in ganz Ägypten und den Nachbarländern verteilt. Selbst die Namen von Tejes Eltern Juja und Tuja wurden darauf erwähnt und geben so Auskunft über ihre Herkunft. Die Nennung der bürgerlichen Eltern einer ägyptischen Königin auf diesen sogenannten „Gedenk-Skarabäen“ ist einmalig. Ob es Teje war, die ihren Eltern wichtige Stellungen bei Hofe verschaffte, oder aber ihre Eltern bereits bei Hof bekannt waren und daher ihre Tochter dem Thronfolger bekannt gemacht wurde, ist aufgrund der begrenzten Quellenlage nicht mehr nachzuvollziehen. Als ihre Eltern starben, wurden sie mit reichen Grabbeigaben und – was ebenfalls äußerst ungewöhnlich ist – in Grab KV46 im Tal der Könige beigesetzt.

## Politisches Handeln
Alle Dekrete von Amenophis III. wurden nicht nur in seinem Namen, sondern auch in dem seiner Gemahlin erlassen. Auch dies stellt einen ungewöhnlichen Vorgang dar, der in der ägyptischen Geschichte bis dahin nicht vorkam. Des Weiteren gibt es eine Reihe von außergewöhnlichen Darstellungen dieser Königin in Form von Statuen und Reliefs. Bei der Stätte Sedeinga im heutigen Sudan stand ihr zu Ehren ein Tempel. Eine Figur zeigt sie als die Göttin Taweret (Thoeris). Durch die Amarna-Briefe wird außerdem deutlich, dass Teje wie keine Königsgemahlin vor ihr in alle diplomatischen Vorgänge eingeweiht war, sowie starken aktiven Anteil an der Politik nahm und sogar selbständig mit befreundeten Herrschern korrespondieren konnte (EA 26).
Besonders erwähnenswert und aufschlussreich sind dabei die Briefe, die der Mitanni-König Tušratta nach dem Tode von Amenophis III. an dessen Sohn und Nachfolger Echnaton richtete. Tušratta weist darin nicht nur auf die guten Beziehungen mit Echnatons Vater, sondern auch auf die Rolle der Teje im diplomatischen Schriftwechsel hin:
„Alle Worte, die ich zu deinem Vater sprach, sind deiner Mutter bekannt. Niemand sonst kennt sie, aber du kannst deine Mutter Teje nach ihnen fragen.“
Diese Erwähnung bedeutet nicht nur, dass Teje über die politischen Verhältnisse genauestens informiert war, sondern vielleicht auch die einzige war, die alle Zusammenhänge kannte. Manche Ägyptologen, wie etwa Flinders Petrie, gehen sogar so weit, in den Texterwähnungen der Amarna-Briefe einen Hinweis auf eine Art Regentschaft von Teje für ihren Sohn nach dem Tode von Amenophis III. zu sehen. Neben dem hohen Rang einer Großen Königlichen Gemahlin war Teje demzufolge auch eine bewährte Diplomatin.

## Kinder

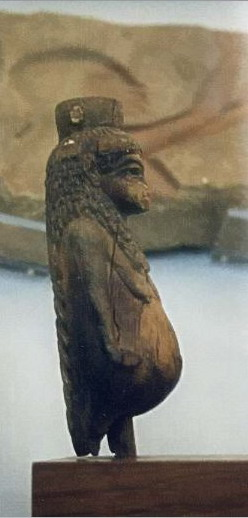
Kleine Skulptur aus Holz, Teje als Göttin Toeris, Ägyptisches Museum Turin

Teje gebar mindestens sechs Kinder: Zwei Söhne und vier Töchter. Der erste Sohn war der Thronfolger Thutmosis, der der fünfte Pharao dieses Namens geworden wäre, aber vor seinem Vater starb. Der zweite Sohn war Amenophis, welcher schließlich als Amenophis IV. (später Echnaton). den Thron bestieg. Als ihre Töchter sind bekannt: Henut-tau-nebu („Herrin beider Länder“), Nebet-tah („Herrin des Landes“), Iset (Isis) und Sitamun („Tochter des Amun“). Es gibt Hinweise auf weitere Kinder der Teje, zu denen möglicherweise auch die in Achet-Aton erwähnte Baketaton („Dienerin Atons“) zählt. Allerdings wurden bisher keine Belege gefunden, die weitere vermutete Kinder als die des Königspaares Amenophis III. und Teje nennen.
Unklar ist zudem, um welche Person es sich genau bei der als Younger Lady bezeichneten Mumie aus Grab KV35 im Tal der Könige handelt, die genetisch als Tochter von Amenophis III. und Teje nachgewiesen werden konnte. Die Untersuchungen ergaben außerdem, dass diese Mumie eng mit den skelettalen Überresten aus dem Grab KV55 verwandt ist, und beide vermutlich Geschwister sind. Beide Individuen, von denen derjenige, der in KV55 bestattet worden war, höchstwahrscheinlich Echnaton ist, konnten als Eltern von Tutanchamun identifiziert werden. Teje ist somit die Großmutter von Tutanchamun, in dessen Grab (KV62) man eine Haarlocke gefunden hatte, die der als Elder Lady (KV35EL) bezeichneten Mumie zugeordnet werden konnte.

## Teje unter Echnaton
Offenbar siedelte die Große königliche Gemahlin nach dem Tode ihres Ehemannes und der Gründung der neuen Hauptstadt Achet-Aton (Amarna) nicht sofort in selbige über, sondern lebte noch einige Zeit abgeschieden im alten Königspalast von Amenophis III. in Malqata. Schließlich zog sie dann doch in die neue Stadt ihres Sohnes um, wobei nicht bekannt ist, ob sie dort noch eine wichtige Rolle spielte.
Bis zum 14. Regierungsjahr ihres Sohnes Echnaton wird Teje noch inschriftlich erwähnt. Das nächste Zeichen über ihren Verbleib befindet sich auf einem beschriebenen Bruchstück eines Sarkophages, welcher zerschlagen im Königsgrab von Amarna (Nr. 26) gefunden wurde. Darauf ist Echnaton zusammen mit Nofretete abgebildet, wie sie gemeinsam um Teje trauern.

## Bestattung und Grab

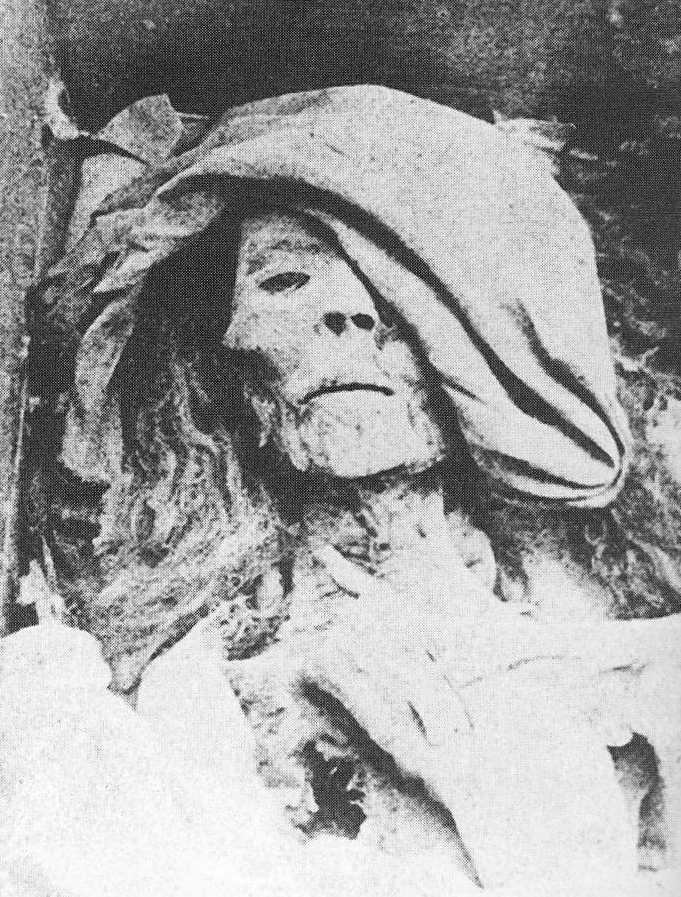
Die Mumie der Teje (Foto von 1899)

Vermutlich ordnete Echnaton nach ihrem Tode die Bestattung in seinem Königsgrab in Amarna an, doch ist unklar, ob dies auch tatsächlich erfolgte. Einige Forscher bejahen dies, da Reste eines Sarkophages von Teje im Königsgrab von Amarna gefunden wurden. Falls dies aber der Fall war, wurde sie erst nach Echnatons Tod in das Grab KV55 im Tal der Könige umgebettet. Ihr dort gefundener vergoldeter Holzschrein lässt darauf schließen, dass sie zeitweilig dort beigesetzt war. Als Urheber der Umbettung dürfte in erster Linie Echnatons Nachfolger Semenchkare in Frage kommen.
Möglicherweise wurde Grab KV55 sogar eigens für Teje angelegt, vielleicht schon unter ihrem Gemahl Amenophis III. Doch auch dieses Grab blieb nicht die letzte Ruhestätte der Königin. Dort wurde zwar eine Mumie gefunden, aber nicht die einer Frau, sondern nach den letzten Erkenntnissen die eines Mannes. Dennoch besteht die Möglichkeit, dass Tejes Mumie erhalten blieb: In KV35, dem Grab von Amenophis II., befanden sich neben weiteren Mumien in einem Nebenraum die einer älteren Frau, der sogenannten Elder Lady (KV35EL), die die Ägyptologen der Königin Teje zuschrieben. Die DNA-Untersuchung im Rahmen des Tutankhamun Family Projects hat die „Elder Lady“ als Tochter von Juja und Tuja nachgewiesen und damit praktisch zweifelsfrei als Königin Teje identifiziert.
Demnach muss Tejes Leichnam einen weiten Weg zurückgelegt haben: zunächst von Amarna nach KV55, von dort vermutlich in das Grab ihres Gemahls Amenophis III. (WV22), welches vermutlich ursprünglich ihre letzte Ruhestätte werden sollte. Von dort wurde ihre Mumie möglicherweise wiederum nach KV35 umgebettet. Zwar war Teje keine Frau auf dem Königsthron wie etwa Königin Hatschepsut, doch an Macht und Bedeutung stand sie dieser oder auch anderen männlichen Herrschern in nichts nach.
Heute befindet sich die Mumie von Teje im Ägyptischen Museum in Kairo.

## Dokumentationen
- Die Könniginnen vom Nil - Teje, Mutter Echnatons. TV-Dokumentation in HD von Stephen Rooke (Regie), Deutschland 2023, ZDF/ Arte.